# Projekt 211

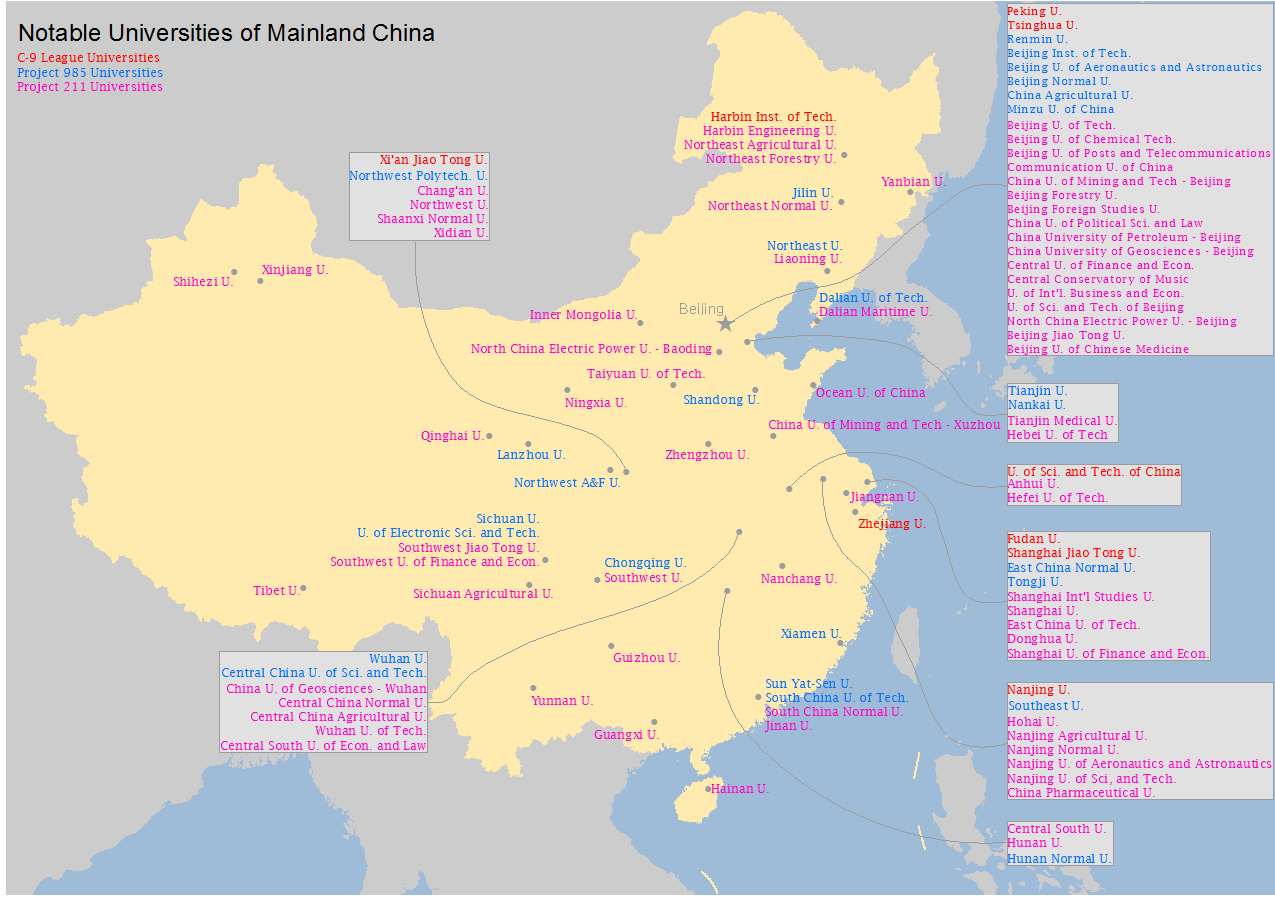
Karte mit den wichtigsten Universitäten auf dem chinesischen Festland. Die Universitäten des Projekts 211 sind pink markiert.

Das Projekt 211 (chinesisch 211工程, Pinyin 211 gōngchéng) bezeichnet ein Projekt, mit dem das Bildungsministerium der Volksrepublik China die staatliche Hochschulbildung im 21. Jahrhundert durch Eliteförderung zu verbessern beabsichtigt.

## Hintergrund
An dem im Jahr 1995 verabschiedeten Projekt sind (Stand: 2020) 112 Universitäten (vormals: Schwerpunkthochschulen; englisch: key universities) in ganz China beteiligt. Die Zugehörigkeit einer Hochschule zu dem Projekt ist für das wissenschaftliche Niveau, die materielle und personelle Ausstattung sowie in der Folge auch für die Bewertung der erworbenen Hochschulabschlüsse von herausragender Bedeutung. Der Grundgedanke war, dass die Zahl von etwa 30 Spitzenuniversitäten, an denen in der Volksrepublik China Forschung auf hohem internationalem Niveau betrieben wird, zu gering ist. Die rund hundert beteiligten Universitäten sind nur 3 Prozent von insgesamt 3.000 chinesischen Hochschulen. Das heißt, dass in Zukunft der Kampf um die staatlichen Mittel härter sein wird.
Die in diesem Projekt von der chinesischen Regierung besonders geförderten etwa 100 Hochschulen bzw. Hochschulinstitute sollen im 21. Jahrhundert ein Niveau erreichen, das dem der Spitzenuniversitäten der (westlichen) Welt vergleichbar ist.
Die Bezeichnung Schwerpunkthochschule findet keine Anwendung mehr. Es kann allerdings festgestellt werden, dass die ehemaligen Schwerpunkthochschulen mit den jetzigen 211-Hochschulen weitgehend identisch sind.
Im Oktober 2015 veröffentlichte der Staatsrat der VR China den „Gesamtplan zur Förderung des Baus von erstklassigen Universitäten und Disziplinen erster Klasse (Double First Class University Plan)“ und traf neue Vorkehrungen für die Entwicklung der Hochschulbildung in China. Ersetzen früherer Projekte wie Project 211 und Project 985.
Bis 2021 gibt es auf dem chinesischen Festland 3.012 Universitäten und Hochschulen, und die 140 Double-First-Class-Universitäten machten weniger als 5 % der Hochschulen in China aus und repräsentieren die elitärsten Universitäten und Hochschulen in diesem Land.

## Liste der Universitäten
- Anhui-Universität (chinesisch 安徽大学) in Hefei;
- Chang’an-Universität (chinesisch 长安大学) in Xi’an;
- Chinesische Ozean-Universität (chinesisch 中国海洋大学) in Qingdao;
- Chinesische Pharmazeutische Universität (chinesisch 中国药科大学) in Nanjing;
- Chinesische Universität für Bergbau und Technologie (chinesisch 中国矿业大学) in Xuzhou;
- Chinesische Universität für Erdölwesen (Ostchina) (chinesisch 中国石油大学（华东) in Dongying und Qingdao;
- Chinesische Universität für Erdölwesen (Peking) (chinesisch 中国石油大学（北京) in Peking;
- Chinesische Universität für Geologie (chinesisch 中国地质大学) in Wuhan;
- Chinesische Universität für Medienkommunikation (chinesisch 中国传媒大学) in Peking;
- Chinesische Universität für Politikwissenschaft und Recht (chinesisch 中国政法大学) in Peking;
- Chinesische Universität für Wissenschaft und Technik (chinesisch 中国科学技术大学) in Hefei;
- Chinesische Volksuniversität (chinesisch 中国人民大学) in Peking;
- Chongqing-Universität (chinesisch 重庆大学) in Chongqing;
- Forstwirtschaftliche Universität Peking (chinesisch 北京林业大学) in Peking;
- Fremdsprachenuniversität Shanghai (chinesisch 上海外国语大学) in Shanghai;
- Fudan-Universität (chinesisch 复旦大学) in Shanghai;
- Fuzhou-Universität (chinesisch 福州大学) in Fuzhou;
- Guangxi-Universität (chinesisch 广西大学) in Nanning;
- Guizhou-Universität (chinesisch 贵州大学) in Guiyang;
- Hainan-Universität (chinesisch 海南大学) in Haikou;
- Hohai-Universität (chinesisch 河海大学) in Nanjing;
- Hunan-Universität (chinesisch 湖南大学) in Changsha;
- Jiangnan-Universität (chinesisch 江南大学) in Wuxi;
- Jiaotong-Universität Peking (chinesisch 北京交通大学) in Peking;
- Jiaotong-Universität Shanghai (chinesisch 上海交通大学) in Shanghai;
- Jiaotong-Universität Südwestchinas (chinesisch 西南交通大学) in Chengdu;
- Jiaotong-Universität Xi’an (chinesisch 西安交通大学) in Xi’an;
- Jilin-Universität (chinesisch 吉林大学) in Changchun;
- Jinan-Universität (chinesisch 暨南大学) in Guangzhou;
- Landwirtschaftliche Universität Chinas (chinesisch 中国农业大学) in Peking;
- Landwirtschaftliche Universität Nanjing (chinesisch 南京农业大学) in Nanjing;
- Landwirtschaftliche Universität Nordostchinas (chinesisch 东北农业大学) in Harbin;
- Landwirtschaftliche Universität Sichuan, (chinesisch 四川农业大学) in Ya’an;
- Landwirtschaftliche Universität Zentralchina (chinesisch 华中农业大学) in Wuhan;
- Lanzhou-Universität (chinesisch 兰州大学) in Lanzhou;
- Liaoning-Universität (chinesisch 辽宁大学) in Shenyang;
- Medizinische Universität Tianjin (chinesisch 天津医科大学) in Tianjin;
- Nanchang-Universität (chinesisch 南昌大学) in Nanchang;
- Nanjing-Universität (chinesisch 南京大学) in Nanjing;
- Nankai-Universität (chinesisch 南开大学) in Tianjin;
- Ningxia-Universität (chinesisch 宁夏大学) in Yinchuan;
- Ostchina-Universität (chinesisch 东华大学) in Shanghai;
- Pädagogische Universität Hunan (chinesisch 湖南师范大学) in Changsha;
- Pädagogische Universität Nanjing (chinesisch 南京师范大学) in Nanjing;
- Pädagogische Universität Nordostchinas (chinesisch 东北师范大学) in Changchun;
- Pädagogische Universität Ostchina (chinesisch 华东师范大学) in Shanghai;
- Pädagogische Universität Peking (chinesisch 北京师范大学) in Peking;
- Pädagogische Universität Shaanxi (chinesisch 陕西师范大学) in Xi’an;
- Pädagogische Universität Südchina (chinesisch 华南师范大学) in Guangzhou;
- Pädagogische Universität Zentralchina (chinesisch 华中师范大学) in Wuhan;
- Peking Union Medical College (chinesisch 北京协和医学院) in Peking;
- Peking-Universität (chinesisch 北京大学) in Peking;
- Pekinger Fremdsprachenuniversität (chinesisch 北京外国语大学) in Peking;
- Polytechnische Universität Harbin (chinesisch 哈尔滨工业大学) in Harbin;
- Polytechnische Universität Hebei (chinesisch 河北工业大学) in Tianjin;
- Technische Universität Hefei (chinesisch 合肥工业大学) in Hefei;
- Polytechnische Universität Nordwestchinas (chinesisch 西北工业大学) in Xi’an;
- Polytechnische Universität Peking (chinesisch 北京工业大学) in Peking;
- Qinghai-Universität (chinesisch 青海大学) in Xining;
- Shandong-Universität (chinesisch 山东大学) in Jinan;
- Shanghai-Universität (chinesisch 上海大学) in Shanghai;
- Shihezi-Universität (chinesisch 石河子大学) in Shihezi;
- Sichuan-Universität (chinesisch 四川大学) in Chengdu;
- Soochow-Universität (chinesisch 苏州大学) in Suzhou;
- Sun-Yat-sen-Universität (chinesisch 中山大学) in Guangzhou;
- Technische Universität Dalian (chinesisch 大连理工大学) in Dalian;
- Technische Universität Nanjing (chinesisch 南京理工大学) in Nanjing;
- Technische Universität Ostchina (chinesisch 华东理工大学) in Shanghai;
- Technische Universität Peking (chinesisch 北京理工大学) in Peking;
- Technische Universität Südchina (chinesisch 华南理工大学) in Guangzhou;
- Technische Universität Taiyuan (chinesisch 太原理工大学) in Taiyuan;
- Technische Universität Wuhan (chinesisch 武汉理工大学) in Wuhan;
- Tianjin-Universität (chinesisch 天津大学) in Tianjin;
- Tibet-Universität (chinesisch 西藏大学) in Lhasa;
- Tongji-Universität (chinesisch 同济大学) in Shanghai;
- Tsinghua-Universität (chinesisch 清华大学) in Peking;
- Universität für Forstwirtschaft Nordostchinas (chinesisch 东北林业大学) in Harbin;
- Universität der Inneren Mongolei (chinesisch 内蒙古大学) in Hohhot;
- Universität für Außenwirtschaft und Handel (chinesisch 对外经济贸易大学) in Peking;
- Universität für Chemieingenieurwesen Peking (chinesisch 北京化工大学) in Peking;
- Universität für Elektrotechnik und Elektronik (chinesisch 电子科技大学) in Chengdu;
- Universität für Elektrotechnik und Elektronik Xi’an, (chinesisch 西安电子科技大学) in Xi’an;
- Universität für Finanzwesen und Wirtschaft Shanghai (chinesisch 上海财经大学) in Shanghai;
- Universität für Finanzwesen und Wirtschaft Südwestchinas (chinesisch 西南财经大学) in Chengdu;
- Universität für Ingenieurwesen Harbin (chinesisch 哈尔滨工程大学) in Harbin;
- Universität für Luft- und Raumfahrt Nanjing (chinesisch 南京航空航天大学) in Nanjing;
- Universität für Luft- und Raumfahrt Peking (chinesisch 北京航空航天大学) in Peking;
- Universität für Post- und Fernmeldewesen Peking (chinesisch 北京邮电大学) in Peking;
- Universität für Seewesen Dalian (chinesisch 大连海事大学) in Dalian;
- Universität für Traditionelle Chinesische Medizin und Pharmakologie Guangzhou (chinesisch 广州中医药大学) in Guangzhou;
- Universität für Traditionelle Chinesische Medizin und Pharmakologie Peking (chinesisch 北京中医药大学) in Peking;
- Universität für Wasser- und Energiewirtschaft Nordchinas (chinesisch 华北电力大学) in Peking und Baoding;
- Universität für Wirtschaft und Recht Zentral- und Südchinas (chinesisch 中南财经政法大学) in Wuhan;
- Universität für Wissenschaft und Technik der Agrar- und Forstwirtschaft Nordwestchinas (chinesisch 西北农林科技大学) in Yangling;
- Universität für Wissenschaft und Technik der Landesverteidigung (chinesisch 国防科技大学) in Changsha;
- Universität für Wissenschaft und Technik Peking (chinesisch 北京科技大学) in Peking;
- Universität für Wissenschaft und Technik Zentralchina (chinesisch 华中科技大学) in Wuhan;
- Universität Nordostchinas (chinesisch 东北大学) in Shenyang;
- Universität Nordwestchinas (chinesisch 西北大学) in Xi’an;
- Universität Südostchinas (chinesisch 东南大学) in Nanjing;
- Universität Südwestchinas (chinesisch 西南大学) in Chongqing;
- Universität Zentral- und Südchinas (chinesisch 中南大学) in Changsha;
- Vierte Militärmedizinische Universität (chinesisch 第四军医大学) in Xi’an;
- Wuhan-Universität (chinesisch 武汉大学) in Wuhan;
- Xiamen-Universität (chinesisch 厦门大学) in Xiamen;
- Xinjiang-Universität (chinesisch 新疆大学) in Ürümqi;
- Yanbian-Universität (chinesisch 延边大学) in Yanji;
- Yunnan-Universität (chinesisch 云南大学) in Kunming;
- Zentrale Musikhochschule (chinesisch 中央音乐学院) in Peking;
- Zentrale Nationalitäten-Universität (chinesisch 中央民族大学) in Peking;
- Zentrale Universität für Finanzwesen und Wirtschaft (chinesisch 中央财经大学) in Peking;
- Zhejiang-Universität (chinesisch 浙江大学) in Hangzhou;
- Zhengzhou-Universität (chinesisch 郑州大学) in Zhengzhou;
- Zweite Militärmedizinische Universität (chinesisch 第二军医大学) in Shanghai;